# جون موريسون (سياسي)
جون موريسون هو سياسي كندي، ولد في 9 سبتمبر 1818، وتوفي في 5 ديسمبر 1873. حزبياً، نشط في الحزب الليبرالي الكندي. وقد انتخب عضو مجلس العموم الكندي.